# Линау, Отто
Отто Линау (нем. Otto Lienau; 1 апреля 1877, Берлин — 4 октября 1945, Нойштадт-ин-Хольштайн) — немецкий инженер-судостроитель; профессор Технического университета Гданьска.

## Биография
Отто Линау родился 1 апреля 1877 в Берлине в семье музыкального издателя Роберта Эмиля Линау (1838—1920); братом Отто был музыкальный издатель Роберта Генриха Линау (1866—1949). С 1896 года Отто Линау изучал кораблестроение в Техническом университете Мюнхена и в Техническом университете Шарлоттенбурга. После сдачи государственного экзамена и получения диплома он стал ассистентом в Берлинском университете, а в 1904 году начал работать в бременской компании «AG Weser». В 1909 году Линау занял позицию профессора практического судостроения в Техническом университете Гданьска: здесь он преподавал до 1939 года, а в 1930/1931 учебном году являлся ректором. 11 ноября 1933 года Линау был среди более 900 ученых и преподавателей немецких университетов и вузов, подписавших «Заявление профессоров о поддержке Адольфа Гитлера и национал-социалистического государства».
Отто Линау занимался как теорией, так и практиком кораблестроения: в частности, металлическими настилам палубы судов и кораблей. Он также изучал и историю судостроения: в 1933 году под его руководством были восстановлены три корабля викингов, выставленные затем в музее Гданьска в Оливе. Линау являлся членом Ассоциации немецких инженеров, лондонского Института морских архитекторов и Общества судостроения (с 1908). Скончался 4 октября 1945 года в городе Нойштадт-ин-Хольштайн.

## Работы
- Die Bootsfunde von Danzig-Ohra aus der Wikingerzeit. 1934.
- Der Teppich von Bayeux. Ein Zeuge nordisch-germanischer Schiffbaukunst. Berlin 1941.
- Geschichte und Aussehen des großen Kraweels «Der Peter von Danzig» 1462—1475. Versuch einer Rekonstruktion. Berlin 1942.